# Cinerent AG
Cinerent ist die grösste Schweizer Open-Air-Kino-Veranstalterin. Das Unternehmen ist in der Schweiz sowie in Deutschland und Australien Veranstalterin und Organisatorin von Kinoevents. In Lizenz finden zudem weitere Veranstaltungen in Brasilien, Portugal und Südkorea statt. Des Weiteren unterstützt Cinerent die Veranstaltungspartner bei Marketing und Gastronomie und stellt Leinwand- und Tontechnik zur Verfügung.

## Anfänge
Cinerent wurde 1978 als Filmgeräteverleih von Fotograf und Kameramann Peter Hürlimann gegründet. Ab 1982 beschäftigte sich das Unternehmen mit Design, Herstellung und Vertrieb von filmtechnischen Geräten.

## Kino am See
Seit 1989 ist Cinerent Veranstalterin des Kino am See in Zürich am Zürichhorn und seit 1991 auch in Bern (bis 2015) und Basel.
Das temporäre Freiluftkino hat im Laufe der Jahre verschiedene Namen getragen. Dass das Kino am See 1990 den Namen des Hauptsponsors übernahm, war zu dieser Zeit ein Novum.
- Kino am See (ab 1989)
- Philip Morris Openair-Kino (1990 bis 1999)
- Orange Cinema (2000 bis 2014)
- Salt Cinema (2015)
- Allianz Cinema (ab 2016)

## Geschichte
Gleichzeitig mit der Lancierung des Kinos am See entwickelte Cinerent ein eigenes Ticketingsystem, das später unter dem Namen "starticket" auch Drittveranstaltern geöffnet wurde. 1992 verkaufte das Unternehmen Teile der Abteilung Filmgeräteverleih. 1993 wurde das in der Schweiz angewendete Cinerent Openair Kino-Konzept erstmals in Düsseldorf (Deutschland) realisiert. 1996 expandierte Cinerent mit ihrem Konzept nach Sydney (Australien). Seit 1996 ist Cinerent Lieferant der Technik für die Openair Screenings des Internationalen Filmfestivals in Busan (Südkorea).
1997 verkaufte das Unternehmen ihre Abteilung Design, Herstellung und Vertrieb von filmtechnischen Geräten. In den Jahren 1998 und 1999 führte Cinerent in Südafrika in den Städten Johannesburg, Kapstadt und Durban drei Veranstaltungen durch. Diese mussten 2000 aufgrund lokaler Gesetzesänderungen eingestellt werden.
2002 begann das Unternehmen in Lizenz mit Veranstaltungen in Brasilien, zunächst in Rio de Janeiro und São Paulo und ab 2004 auch in Brasilia. Ebenfalls in Lizenz expandierte Cinerent 2005 nach Lissabon. Seit 2006 veranstaltet Cinerent in Melbourne ihr zweites Openair-Kino in Australien.
Das Unternehmen führte unter dem Namen starticket zudem ein eigenes Ticketing, das für Veranstaltungen verschiedenster Art wie Konzerte, Festivals, Theater, Partys oder Sportanlässe zum Einsatz kommt. 2016 übernahm der Zürcher Medienkonzern Tamedia die Aktienmehrheit an starticket.
Als in Zürich eine Privatperson wegen des verstellten Seezugangs an die Ombudsstelle gelangte, begründete das Sicherheitsdepartement die Ausnahmebewilligung damit, dass es sich um einen «Veranstaltungsklassiker» handle, und damit um ein für eine Ausnahme nachgewiesenes "öffentliches Interesse". Rund 50'000 Personen besuchten laut Tages-Anzeiger die Vorstellungen in den 2020er-Jahren.

## Kinoleinwände
Mit einer Fläche von bis zu 393,35 m² verfügt Cinerent über die weltweit grössten mobilen und hydraulisch aufrichtbaren Openair-Kinoleinwände. Diese wurden ab 1993 von Cinerent selbst entwickelt.

## Veranstaltungen

### Schweiz
In der Schweiz ist Cinerent Veranstalterin der Allianz Cinema in Basel und Zürich, welche ihren Namen vom Hauptsponsor Allianz hat.

### Deutschland
In Deutschland ist Cinerent Veranstalterin des FrankenheimKino in Düsseldorf. Dieses findet meist zwischen Ende Juli und Ende August statt. Die erste Durchführung war 1993. Es verfügt über eine 26,65 Meter breite und 14,76 Meter hohe Leinwand und bietet rund 2'200 Sitzplätze.

### Australien
In Australien ist Cinerent Veranstalterin des St. George OpenAir Cinema in Sydney und Melbourne. Diese finden in den dortigen Sommermonaten Januar/Februar statt. Mindestens 36 Mal wurde die Leinwand von Zürich in drei Schiffscontainern nach Australien und zurück verschifft.
Das St. George OpenAir Cinema, das in Sydney seit 1998 durchgeführt wird, verfügt über eine 24,90 Meter breite und 13,50 Meter hohe Leinwand und bietet 1'880 Sitzplätze. Mit 60'795 Besuchern war es 2007 die meistbesuchte von Cinerent selbst organisierte Openair-Kino-Veranstaltung.
Das St. George OpenAir Cinema in Melbourne ist die jüngste Veranstaltung und fand 2006 zum ersten Mal statt. Es verfügt über eine 26,65 Meter breite und 14,76 Meter hohe Leinwand und bietet rund 1'600 Sitzplätze. 2007 zählte die Veranstaltung 19'000 Besucher.

## Firmengeflecht
Cinerent hat im Laufe der Geschichte verschiedene Firmen gegründet:
- Cinerent AG, Niederglatt (seit 1978)
- Cinerent Services AG, Niederglatt (seit 1992)
- Cinerent OpenAir AG, Zürich (gegründet 2006, gelöscht 2018)
- Cinémemo AG, Niederglatt (seit 2006)
- Cinerent Arena AG, Rümlang (seit 2015)

## Cinerent Arena
Seit 2018 beabsichtigt Cinerent, in Rümlang im Eich-Quartier, gleich beim Bahnhof Glattbrugg gelegen, eine Eventhalle für 8500 Personen zu bauen, in der Musik- sowie Sportveranstaltungen stattfinden sollen. Der Baustart wurde mehrmals verschoben. Im August 2024 wurde bekannt, dass sich die Cinerent Arena AG wie auch die Cinerent AG in Nachlassstundung befinden. Peter Hürlimann von Cinerent zeigte sich zuversichtlich, dank neuer Investoren einen möglichen Konkurs abzuwenden.